# System V
UNIX System V, kurz System V (englisch “System Five”, Aussprache meist /ˌsɪs.təm ˈfaɪv/; übersetzt: „System Fünf“), mitunter auch SysV,  von AT&T ist eine Ausgabe des UNIX-Betriebssystems und wurde erstmals 1983 als Nachfolger von System III veröffentlicht. Seit 1992 liegt es in der Version System V Release 4.2 vor.
Mit UNIX System V wurde ein neues init-System eingeführt, das den Namen SysVinit trägt und in vielen weiteren Unix-artigen Betriebssystemen genutzt wird oder wurde.

## Überblick
Obwohl System V auch ein bestimmtes Unix-Derivat bezeichnet, wird es heute üblicherweise als Bezeichnung für eine ganze Klasse von Unix-Derivaten benutzt, die von der AT&T-UNIX-Linie abstammen (im Gegensatz zur BSD-Linie). Die eigentlichen technischen Unterschiede zwischen System V und BSD verschwimmen zusehends, zum einen, da jede Linie viele Neuerungen aus der Konkurrenzlinie übernimmt, zum anderen auch aufgrund des immer höheren Verbreitungsgrades der grundlegenderen GNU-Hilfsprogramme (insbesondere der GNU coreutils) anstelle der BSD-/System-V-Programme.

## Neuerungen
Zu den größten Unterschieden zählten ursprünglich (im Vergleich zur Situation im Jahr 2005):
- Netzwerkkommunikation: System V favorisierte das Transport Layer Interface, BSD setzt auf Netzwerk-Sockets.
 Situation heute: Sockets sind vorherrschend
- System V kannte Runlevel, BSD nicht; damit ist auch die Art und Weise verbunden, wie beispielsweise Daemons gestartet werden.
 Situation 2005: Unentschieden, es gibt immer noch zwei Lager
- die Interprozesskommunikations-Schnittstellen waren völlig unterschiedlich definiert und folgten ganz anderen Philosophien.
 Situation 2005: Die einfacher zu benutzenden System-V-Schnittstellen sind praktisch überall vorhanden.
- die Verwaltung von Prozess-Signalen war leicht unterschiedlich; die kleineren Unterschiede hatten jedoch große Wirkungen
 Situation 2005: Einigung auf die beste Synthese
- einige Funktionen der C-Bibliothek waren unterschiedlich implementiert oder folgten anderen Traditionen
 Situation 2005: Tendenz zu System V, wenngleich das mittlerweile durch andere Gremien (POSIX, ANSI, ISO) erfolgt.
- einige wichtige Programme verhielten sich unterschiedlich bei gleicher Optionsangabe.
 ps: Noch heute hat dieses Programm in der GNU-Version unterschiedliche Eigenschaften, je nachdem auf welche Art die Optionen angegeben werden.
 Situation 2005: Unentschieden, es bleibt den Vorlieben des jeweiligen Entwicklers überlassen.
- Programmnamen und die Pfade zu ihnen unterschieden sich, zum Teil auf heute nicht mehr nachvollziehbare Art.
 Situation 2005: System V hat hier den stärkeren Vorbildcharakter gehabt.
- das BSD-Dateisystem verhält sich bei der Vererbung von Besitzereigenschaften übergeordneter Verzeichnisse anders als System-V-artige Dateisysteme es tun, bei BSD werden Eigenschaften automatisch vererbt, bei System V erhalten neu erzeugte Objekte die eingestellten Default-Eigenschaften des Benutzers

## Releases und Derivate
- 1983 – System V
- 1984 – SVR2 (System V Release 2, in der Bedeutung 2. Hauptversion)
- 1987 – SVR3 (SGI IRIX)
- 1988 – SVR3.2 (SCO OpenServer)
- 1989 – SVR4: integrierte einige BSD-Bestandteile; durch Angabe eines entsprechenden Pfades können die Programme der jeweiligen Variante ausgeführt werden
- 1992 – SVR4.2
- 1993 – SVR4.2MP (UnixWare 2, Sun Solaris)
- 1997 – SVR5 (SCO UnixWare 7)